# Peniocereus oaxacensis
Peniocereus oaxacensis là một loài thực vật có hoa trong họ Cactaceae. Loài này được (Britton & Rose) D.R. Hunt mô tả khoa học đầu tiên năm 1991.